# Litia Cakobau
Adi Litia Qalirea Cakobau est une cheffe autochtone fidjienne.

## Biographie
Elle est la deuxième des enfants de Ratu George Cakobau, gouverneur général des Fidji de 1973 à 1983 et Vunivalu (grand chef) de la confédération Kubuna, le plus important des titres coutumiers de l'archipel,. Elle est ainsi l'arrière-arrière-petite-fille de Ratu Seru Epenisa Cakobau, premier et dernier roi autochtone des Fidji de 1871 à 1874.
Favorable aux idées du nationalisme ethnique autochtone et à l'institutionnalisation de l'autorité politique des chefs coutumiers, elle soutient le coup d'État militaire de 1987 et accepte les postes de ministre de la Culture et de ministre des Femmes dans le régime militaire qui en résulte,.
De 2001 à 2006, elle est sénatrice, aux côtés de son frère cadet George, pour la majorité parlementaire ethno-nationaliste du Premier ministre Laisenia Qarase,. En 2004, elle crée une controverse en déposant au Sénat une motion qui interdirait aux citoyens non-autochtones de se dire Fidjiens. Elle affirme notamment que les citoyens d'ascendance indienne sont « des Indiens », et que l'usage du terme « Indo-Fidjiens » devrait être un délit car il « envahit » l'identité propre aux Fidjiens autochtones. En 2014, toutefois, elle soutient publiquement le parti Fidji d'abord, qui encourage une identité nationale fidjienne par-delà les différences ethniques et qui a fait du mot « fidjien » le gentilé de tous les habitants du pays.
Elle meurt à son domicile à Lautoka le 8 octobre 2019. 